# Skøyenlinjen
Skøyenlinjen er en del af Oslos sporveje, der går mellem Slottsparken og Skøyen. Den blev åbnet i 1894 som en sidelinje til Briskebylinjen (Blåtrikken) mellem Slottsparken og Skarpsno. I 1903 blev den forlænget til Skøyen og i 1910 fik den linjenummer 3.
På stykket fra Solli plass til Thune går Skøyenlinjen ad Drammensveien, og alle stoppesteder den har for sig selv ligger på denne gade.
I dag (2016) trafikeres Skøyenlinjen stort set som oprindeligt, nu bare af linje 13 der går mellem Bekkestua Station og Skøyen Station.